# Donyomurwak
Donyomurwak (auch Donyo Murwak) ist ein Verwaltungsbezirk (Ward) des Distrikts Siha in der tansanischen Region Kilimandscharo.

## Geografie
Donyomurwak liegt im Nordosten von Tansania etwa 30 Kilometer Luftlinie nordwestlich von Moshi. Der Bezirk grenzt im Norden an Makiwaru und Songu, im Osten an Masama Kusini, im Südosten an Bomang'ombe, im Süden an Muungano und KIA und im Westen an Ormelili und Olkolili. Bei der Volkszählung 2022 lebten 9840 Menschen in 2180 Haushalten auf einer Fläche von 44,4 Quadratkilometern.

## Gliederung
Der Bezirk besteht aus vier Gemeinden (Mtaa) mit zehn Orten (Kitongoji):
| Donyomurwak - Manyata - Donyomurwak - Ekenywa | Embukoi - Embokoi - Lepolosi - Eng'aboli | Oloiwang - Oloiwang - Meng'wara | Munge - Munge - Elerai |

## Wirtschaft und Infrastruktur
- Bildung: Im Bezirk gibt es zwei weiterführende Schulen. Die staatliche Sikirari Secondary School[9] und die private Faraja Siha Seminary High School.[10] Beide bilden Jugendliche bis zur 4. Stufe aus.
- Gesundheit: In der Gemeinde Embukoi liegt eine staatliche Apotheke.[11]